# Довьяты Большие
Довья́ты Больши́е (транслит.: Daŭjaty Vialikija, бел. Даўяты Вялікія) — деревня в Браславским районе Витебской области. Входит в состав Ахремовецкого сельсовета.

## История
В 1921—1945 годах деревня была в составе гмины Ёды Дисенского повета Виленского воеводства Польской Республики.

## Население
- 1921 год — 99 жителей, 22 двора[3].
- 1931 года — 111 жителей, 20 дворов[2].

Перед войной в 1941 году в деревне жило 158 человек в 21 двор. В октябре 1943 года гитлеровцами были спалены 18 домов, убито 5 человек.